# Trichostomum arboreum
Trichostomum arboreum är en bladmossart som beskrevs av Richard Henry Zander 1993. Trichostomum arboreum ingår i släktet lansettmossor, och familjen Pottiaceae. Inga underarter finns listade i Catalogue of Life.